# Thaumatopsis edonis
Thaumatopsis edonis là một loài bướm đêm trong họ Crambidae.